# Kirkby on Bain
Kirkby on Bain è un villaggio e parrocchia civile dell'Inghilterra, appartenente alla contea del Lincolnshire.